# Igaratá
Igaratá este un oraș în São Paulo (SP), Brazilia.